# Вельмов
Вельмов (бел. Вельмаў) — упразднённый посёлок в Комаринском сельсовете Брагинского района Гомельской области Беларуси.

## География

### Расположение
В 41 км на юг от Брагина, 7 км от железнодорожной станции Посудово (на линии Овруч — Чернигов), 160 км от Гомеля.

### Водная система
На востоке мелиоративный канал.

## Транспортная система
Транспортные связи по просёлочной, затем автомобильной дороге Комарин — Брагин.
Планировка состоит из прямолинейной улицы меридиональной ориентации. Застроена редко деревянными домами усадебного типа.

## История
Известна с начала XX века В 1908 году хутор в Савицкой волости Речицкого уезда Минской губернии.
Деревня Велимов образовалась из Черниговских переселенцев в 1880 годах.
В 1930 году организован колхоз. Во время Великой Отечественной войны 14 августа 1943 года немецкие оккупанты полностью сожгли деревню и убили 20 жителей (похоронены в могиле жертв фашизма на южной окраине) за связь с белорусскими партизанами. Согласно переписи 1959 года в составе колхоза «Ленинский путь» (центр — деревня Колыбань).
20 августа 2008 года посёлок Вельмов упразднён.

## Население
После катастрофы на Чернобыльской АЭС и радиационного загрязнения жители (14 семей) переселены в 1986 году в чистые места.

### Численность
- 2010 год — жителей нет

### Динамика
- 1908 год — 18 дворов, 90 жителей
- 1940 год — 46 дворов, 180 жителей
- 1959 год — 100 жителей (согласно переписи)
- 1986 год — жители (14 семей) выселены